# Апостольский нунций в Бенине
Апостольский нунций в Республике Бенин — дипломатический представитель Святого Престола в Бенине. Данный дипломатический пост занимает церковно-дипломатический представитель Ватикана в ранге посла. Апостольская нунциатура в Бенине была учреждена на постоянной основе 29 июня 1971 года. Её резиденция находится в Котону.
В настоящее время Апостольским нунцием в Бенине является архиепископ Рубен Дарио Руис Майнарди, назначенный Папой Франциском 28 октября 2024 года.

## История
Апостольская нунциатура в Дагомеи  была учреждена 29 июня 1971 года, бреве «Magnum semper» папы римского Павла VI. Первоначально резиденция апостольской нунциатуры находилась в Дакаре — столице Сенегала; позднее, 1 мая 1973 года, была переведена в Абиджан, согласно бреве «Quantum prosperitatis» Папы Павла VI.
В 1975 году Апостольская нунциатура приняла название Апостольской нунциатуры в Бенине. Позднее резиденция апостольского нунция была переведена в Котону, самый густонаселенный город в стране. Апостольский нунций в Бенине, по совместительству, исполняет функции апостольского нунция в Того.

## Апостольские нунции в Бенине

### Апостольские пронунции
- Джованни Мариани, титулярный архиепископ Миссуа — (29 марта 1972 — 17 декабря 1973 — назначен апостольским пронунцием в Верхней Вольте и апостольским делегатом в Мали и Мавритании);
- Бруно Вюстенберг, титулярный архиепископ Тира — (29 декабря 1973 — 17 января 1979 — назначен апостольским пронунцием в Нидерландах);
- Джузеппе Феррайоли, титулярный архиепископ Вольтурно — (25 августа 1979 — 21 июля 1981 — назначен апостольским пронунцием в Кении);
- Иван Диас, титулярный архиепископ Рузибизира — (8 мая 1982 — 20 июня 1987 — назначен апостольским нунцием в Корее);
- Джузеппе Бертелло, титулярный архиепископ Урбисальи — (17 октября 1987 — 12 января 1991 — назначен апостольским нунцием в Руанде).

### Апостольские нунции
- Авраам Каттумана, титулярный архиепископ Себарадеса — (8 мая 1991 — 16 декабря 1992 — назначен официалом в Римской курии);
- Андре Дюпюи, титулярный архиепископ Сельсеи — (6 апреля 1993 — 27 ноября 1999, в отставке);
- Пётр Нгуен Ван Тот, титулярный архиепископ Рустицианы — (25 ноября 2002 — 24 августа 2005 — назначен апостольским нунцием в Центральноафриканской Республике и Чаде);
- Майкл Огаст Блум, S.V.D., титулярный архиепископ Алексанума — (24 августа 2005 — 2 февраля 2013 — назначен апостольским нунцием в Уганде);
- Брайан Удаигве, титулярный архиепископ Суэлли — (8 апреля 2013 — 13 июня 2020 — назначен апостольским нунцием в Шри-Ланке);
- Марк Джерард Майлз, титулярный архиепископ Читта Дукале — (5 февраля 2021 — 9 июля 2024 — назначен апостольским нунцием в Коста-Рике);
- Рубен Дарио Руис Майнарди, титулярный архиепископ Урсоны — (28 октября 2024 — по настоящее время).